# 阿希尔·戈尔基
阿希尔·戈尔基（英語：Arshile Gorky，1904年4月15日—1948年7月21日），出生名沃斯塔尼克·馬勞格·阿多伊安，是一个亚美尼亚裔美国画家，他的作品风格深深地影响了抽象表现主义，表现亚美尼亚种族灭绝的痛苦和损失。

## 生平
1904年出生在奥斯曼帝国，1910年，他的父亲移居到美国。1915年，戈尔基跟着母亲开始逃离遭到种族灭绝的亚美尼亚，在大屠杀的黑暗下，他的母亲在1919年饿死在埃里温。1920年，戈尔基抵达美国和父亲团聚，当时他16岁，此后他和父亲的关系一直没有达到亲密程度。31岁时，戈尔基结婚，并且改名字为“阿希尔·戈尔基”。
1922年，戈尔基进入波士顿的新学校读书，学习设计。在1920年代，戈尔基的作品风格深受印象派的影响，尤其是保罗·塞尚的影响，此段时间，他居住在纽约。1925年，戈尔基通过埃德蒙进入中央艺术学院，直到1931年。
1933年，戈尔基受雇于公共事业振兴署的一个艺术项目，包括杰克逊·波洛克、迭戈·里维拉、马克·罗斯科等画家。
戈尔基的工作处于高峰期时被打断，他的最后一年充满了巨大的痛苦和伤心。谷仓烧毁，他的工作室从此消失，他接受了结肠造口术治疗癌症，他的脖子被折断，他绘画的手臂在一次车祸中暂时瘫痪，妻子带着孩子离开了他。1948年，戈尔基在康涅狄格的谢尔曼上吊自殺死亡，年仅44岁，葬於康涅狄格谢尔曼的公墓。

## 延伸阅读
- Matossian, Nouritza (2001). Black Angel: The Life of Arshile Gorky. New York: Overlook Press. ISBN 9781585670062.
- Meaker, M.J. (1964). Sudden Endings: 13 Profies in Depth of Famous Suicides. Garden City, NY: Doubleday & Company, Inc. p. 151–167: "The Bitter One: Arshile Gorky".
- Rosenberg, Harold (1962). Arshile Gorky: The Man, the Time, the Idea. New York: Grove Press.
- Spender, Matthew (1999). From a High Place: A Life of Arshile Gorky. New York: Knopf. ISBN 9780375403781.
- Spender, Matthew (2009). Arshile Gorky: A Life Through Letters and Documents. London: Ridinghouse, London. ISBN 9781905464258.[1]